# Aki Jóko
Aki Jóko (阿木 燿子; Hepburn: Yōko Aki; Nagano, 1945. május 1. –) japán dalszövegíró, színésznő, regényíró és esszéista. Férje, Uzaki Rjúdó japán színész, zenei producer, zeneszerző és zenész. Gyakran közösen írnak dalokat különböző előadók számára. Elsősorban Jamagucsi Momoe énekesnőnek írt slágereik miatt ismertek. Az 1980-ban bemutatott Siki nacuko című filmben nyújtott alakításáért elnyerte az 5. Hocsi-filmdíjon a legjobb női mellékszereplőnek járó díjat. Több éven keresztül volt a Kanebo Cosmetics modellje.

## Filmográfia

### Filmek
- Siki nacuko (1980)
- The Family Game (1983)
- A Homance (1986)
- Kesin (1986)
- Devilman (2004)

### Televíziós sorozatok
- Mrs to boku to Senor to (1980, TBS)
- Drama ningen mojó: Swindler (1986, NHK)
- Tonari no onna (1986, TBS)
- Kajó Suspense gekidzsó (1986, NTV)
- Amaenaide jo! (1987, Fuji TV)
- Dojó Wide gkidzsó (TV Asahi)
  - Onna bengosi aszabuki rija ko 10 karuizava, siro to kuro no dószókai! (1988)
  - Macumoto szeicsó szakka kacudó 40 nenkinen: Kiri no hata (1991)
  - Taxi Driver no szuiri nissi 6: Saikai sita onna (1995)
- Bídoro de szóró: Nagaszakija jume nikki (1990, NHK)
- Daihjó torisimarijaku keidzsi (1990–1991, TV Asahi)
- Pokeberuga naranakute (1993, NTV)
- Ue vo muite Walk! (1994, Fuji TV)
- Keibuho cukuda dzsiró 1 maborosi no otoko (1996, NTV)
- Happy: Ai to kandó no monogatari (1999, TV Tokyo)
- Gecujó Mystery gekidzsó (TBS)
  - Munakata kjódzsu (2000)
  - Zeimu csóssakan Madogiva Taró no dzsikenbo 9 (2002)
- Macumoto Szeicsó tokubecu kikaku: Szósicu no girei (2003, TV Tokyo)
- Jonmodzsi no szacui: Hime-goto (2008, TV Tokyo)